# South Tripura
South Tripura är ett distrikt i Indien.   Det ligger i delstaten Tripura, i den östra delen av landet, 1 600 km öster om huvudstaden New Delhi. Antalet invånare är 876 001.
Följande samhällen finns i South Tripura:
- Udaipur
- Belonia
- Amarpur
- Sabrūm